# Литвинов, Анатолий Васильевич (артист)
Анатолий Васильевич Литвинов (3 ноября 1937, Харьков — 26 июля 2012, Киев) — советский и украинский мастер художественного слова, Народный артист Украины (1991), артист Ассоциации деятелей эстрадного искусства Украины.

## Биография
Родился 3 ноября 1937 года в городе Харькове. Образование среднее специальное, в 1963 году окончил Республиканскую студию эстрадно-циркового искусства.
В 1963—1986 годах работал в «Укрконцерте», с 1986 года — в «Киевконцерте». В репертуаре — произведения украинских писателей-юмористов и сатириков, в том числе Павла Глазового, Степана Олейника. В 1970-х-1990-х годах был лучшим украинским чтецом юмора.
Умер 26 июля 2012 года в киевской больнице «Феофания». Похоронен в Киеве на Зверинецком кладбище.

## Награды
- Народный артист Украины (04.12.1991, за заслуги в развитии и возрождении украинской культуры, высокое профессиональное мастерство)[3].
- Орден «За заслуги» III степени (22.10.1997, за весомый личный вклад в развитие национальной культуры и искусства, высокий профессионализм)[4].
- Почётная грамота Кабинета Министров Украины (01.11.2002, за значительный личный вклад в развитие украинского эстрадного искусства, многолетний добросовестный труд и высокий профессионализм)[5]